# Ove Güldencrone (lensbaron)
 Der er flere personer med dette navn, se Ove Güldencrone.
Ove Christian Ludvig Emerentius lensbaron Güldencrone (13. juli 1795 i Slesvig by – 7. juni 1863 på Vilhelmsborg) var en dansk lensbesidder, kammerherre og hofjægermester, far til Carl Güldencrone.
Han var søn af major, kammerjunker Vilhelm baron Güldencrone og Juliane Marie Høegh-Guldberg, blev 1817 student fra Aarhus Latinskole, 1821 cand.jur. og attaché ved gesandtskabet i Paris. 1824 blev han besidder af Baroniet Wilhelmsborg og forlod diplomatiet, blev 1825 hofjægermester, 1835 kammerherre og 10. februar 1852 Ridder af Dannebrog. Han bar desuden en lang række udenlandske ordener.
Güldencrone blev gift 1. gang 24. juni 1829 i Østbirk Kirke med Sophie Charlotte baronesse Juul-Rysensteen (9. januar 1801 sammesteds -  17. april 1848 på Vilhelmsborg), datter af ejer af Julianelyst, kammerherre Ove Henrik lensbaron Juul-Rysensteen og Juliane Marie von Bülow. 2. gang ægtede han 5. februar 1850 Isabella Anette von Bülow (6. juli 1796 i København - 16. juni 1873 sammesteds), datter af stiftamtmand Christopher Schøller von Bülow.